# Lštění
Lštění (en allemand : Elschtien) est une commune du district de Benešov, dans la région de Bohême-Centrale, en République tchèque. Sa population s'élevait à 426 habitants en 2020.

## Géographie
Lštění est arrosée par la Sázava et se trouve à 10 km au nord-nord-est de Benešov et à 31 km au sud-est de Prague.
La commune est limitée par Senohraby au nord, par Kaliště au nord-est, par Přestavlky u Čerčan au sud-est, par Čerčany au sud-ouest et par la Sázava et la commune de Čtyřkoly au nord-ouest.

## Histoire
La première mention écrite de la localité date de 1398.